# Visual Studio
Microsoft Visual Studio (VS) je integrirano razvojno okolje (IDE) podjetja Microsoft. Namenjeno je razvoju programov za operacijske sisteme Windows, spletnih strani, spletnih aplikacij, spletnih storitev in aplikacij na osnovi ogrodja .NET.
Visual Studio uporablja razvojne platforme kot na primer Windows API, Winndows Forms, Windows Presentation Foundation, Windows Store in Silverlight. Producira lahko tako strojno kodo kot upravljano kodo, uporablja pa se tudi za razvoj v interpretiranih jezikih kot npr. Python.
Čeprav je okolje na voljo na omejenem številu operacijskih sistemov (predvsem Windows), se široko uporablja za razvoj aplikacij prenosljivih med različnimi platformami. Okolje podpira številne programske jezike, možna je integracija zunanjih urejevalnikov in drugih orodij (npr. prevajalnikov) in razširitev funkcionalnosti preko vtičnikov (primer je razvoj aplikacij za mobilna sistema Android in iOS preko vtičnikov podjetja Xamarin).
Urejevalnik izvorne kode podpira IntelliSense, komponento za avtomatično dopolnjevanje kode z razširjeno funkcionalnostjo. 
VS je komercialno okolje. V okrnjeni različici Visual Studio Express je dostopen kot brezplačen program, ki pa ne podpira razširljivosti preko vtičnikov s strani neodvisnih razvijalcev. Različica Community Edition, ki podpira vtičnike, je brezplačna za osebno uporabo, akademsko uporabo in za uporabo v manjših skupinah.